# WOW air
A WOW air egy izlandi légitársaság, amelyet 2011-ben alapítottak. Izland, Európa , Ázsia és Észak-Amerika között üzemeltetett járatokat. A légitársaság székhelye Reykjavíkben volt, bázisrepülőtere a Keflavík Nemzetközi Repülőtér volt. 2019. március 28-án fejezte be működését.

## Története

### Előzmények
A WOW air-t 2011 novemberében egy izlandi vállalkozó, Skúli Mogensen alapította. Az első járat 2012-ben indult útjának.
2012 októberében a WOW air megszerezte az Iceland Express működését és hálózatát. Az Iceland Express számos rendeltetési helyen tevékenykedett Európában és Észak-Amerikában. 2012. október végén, a működés megszerzését követően, a Gatwickbe és Koppenhágába induló járatok gyakorisága megnőtt, megkezdődtek a járatok Berlinbe, Kaunasba, Salzburgba és Varsóba.
A légitársaság több mint 400 000 utast szállított 2013-ban. 2014 decemberében elérte az egymilliót.
2015-től a WOW air elindította járatait Észak-Amerikába (Egyesült Államokba, majd Kanadába). A WOW air éves utaskapacitása 2016-ra több mint kétszeresére nőtt, (1,6 millióra) a 2015. évi 740 000-ről.

### A jegyárak kritikája
2017-ben a Wow air-t azzal vádolták, hogy hamis állításokat terjesztett az újságírás révén, miután több sajtóközlemény bejelentette, miszerint London Stanstedből New Yorkba szállít utasokat 99 fontért.

### Nehézségek és átvételi tárgyalások
2018. november 5-én bejelentették, hogy az Icelandair, a részvényesek jóváhagyásával megszerezné a WOW air teljes részvénytőkéjét, de a két légitársaság továbbra is külön neveken működne. Így az Icelandair és a WOW air együttesen mintegy 3,8%-ot képviselt a transzatlanti piacon. 2018. november 27-én a WOW air bejelentette, hogy négy repülőgépet visszaküldött bérbeadóinak. A négy visszaküldött repülőgép (két Airbus A320 és két A330 ) ugyanazon társaság tulajdonában van, amelynek állítólag négy Airbus A330neot kellett leszállítania a WOW airnek. 2018. november 29-én az Icelandair feladta felvásárlási terveit.
Ugyanezen a napon az Indigo Partners, előzetes megállapodásra jutott a WOW air megvásárlásában. Nem sokkal azután, hogy a WOW air bejelentette: a személyzetet 360 fővel csökkentik mintegy 1000-re, további öt repülőgépet (négy Airbus A321-et és a fennmaradó A330-at) megszüntetnek és a megrendelt A330neosokat törlik. WOW air így befejezte útvonalait Delhiben, Los Angelesbe, San Franciscoba és Vancouverbe. 2019 januárjában a WOW air nyilvánosságra hozta, hogy az Indigo Partners befektetése kezdetben 49% -os részesedésnek felelne meg, azzal a lehetőséggel, hogy később növeljék.   Ugyanakkor 2019 márciusáig az Indigo Partners visszavonta befektetési javaslatát  és a WOW air röviden, de sikertelenül folytatta a tárgyalásokat az Icelandair Csoporttal, de miután az Icelandair megvizsgálta a WOW pénzügyeit, gyorsan elutasította a javaslatokat. 2019. március 25-én, az Icelandairel folytatott tárgyalások befejezését követő napon, több WOW air járatot töröltek.
2019. március 26-án a WOW air bejelentette a kötvények tőkévé történő átalakítását és a kötvénytulajdonosokkal folytatott tárgyalásokat a társaság fenntarthatóságának biztosítása érdekében. Másnap a társaság a március 28-ig tervezett összes járatot "mindaddig elhalasztotta, amíg az összes érintett féllel a dokumentáció elkészül."

### Műveletek vége
2019. március 28-án a WOW air bejelentette, hogy abbahagyja az üzemeltetést. Minden járatot töröltek, az utasok ezreinek azt tanácsolták, hogy foglaljanak járatokat más légitársaságoknál. A társaság alapítója, Skúli Mogensen beszélt a légitársaság esetleges újraalakításról egy új, lassú növekedésű üzleti tervvel, ha megkapja a szükséges 40 millió dollárt. 5 vadonatúj Airbus A321neos-al kívánja újraindítani a társaságot.
A WOW air piaci részesedése miatt az izlandi légi utazási piacon a légitársaság csődje némi zavart okozott több várható utazási tervben. A járatok törlése rontotta Izland turizmusát, a halászattól függő gazdaságot, fokozta a munkanélküliséget; a légitársaság korábban Izland összes turistájának több mint egynegyedét szállította az országba. Kudarcának eredményeként az idegenforgalmi látogatások összességében 16 százalékkal, az Egyesült Államokból pedig 20 százalékkal csökkentek, ami a nyaralók- és szállodaépítés visszaesését idézte elő.

## Lehetséges utódtársaságok

### WAB air, PLAY
2019 júliusában a WOW volt vezetői bejelentették egy új, ideiglenesen WAB air ("Visszatértünk") nevű légitársaság létrehozásának szándékát, amelynek célja hat repülőgép üzemeltetése 14 rendeltetési helyre Európába és az Egyesült Államokba. Az új társaság az Izlandi Közlekedési Hatóságtól kérte légi fuvarozó bizonyítványát. 2019 novemberében a WAB air PLAY névre lett átnevezve.

### WOW air (USAerospace Associates)
2019. szeptember 6-án, az USAerospace Associates elnöke, Michele Ballarin bejelentette, hogy a társaság megszerezte a WOW air vagyonát, és 2019. októberében indít járatokat Washington Dulles nemzetközi repülőtér és Izland között, az Egyesült Államok légi forgalmi engedélyével. Ballarin nem hozta nyilvánosságra az USAerospace által a WOW air birtokáért fizetett árat, de azt állította, hogy a vásárlás egyenruhákat, számítógépeket és marketing anyagokat tartalmaz. Ballarin azt állította, hogy 85 millió USD-t költöttek el a működés megkezdésére. A WOW air izlandi alkalmazottakat foglalkoztatna, és kezdetben két repülőgépet üzemeltetne, és a közeljövőben 10–12-re növekszik. Mind az Airbus, mind a Boeing repülőgépet használni fogják, és a légitársaság mind utas-, mind teherfuvarozási szolgáltatásokat kínálna.
2019. szeptember 17-től az USAerospace Associates nem határozott meg nyitvatartási időpontot, és sem a Dulles, sem a Keflavík repülőtér nem erősítené meg, hogy a társaság intézkedéseket tett volna a repülőtéri létesítmények használatára. Ezenkívül az Egyesült Államok Közlekedési Minisztériumánál nem nyújtottak be légiforgalmi engedély iránti kérelmet.
Október 8-tól az USAerospace Associates a jegyek eladását novemberben, a járatokat decemberben kezdte meg, bár nem részletezte a menetrendeket vagy az úticélokat.
2020. február 28-án a WOW Air a szociális médiában bejelentette, hogy hamarosan úticéljai közé veszi Rómát és Szicíliát, és a közeljövőben megkezdi az utas- és teherszállítási tevékenységeket az országban. Giuseppe Cataldo lenne az olasz szervezet igazgatója.

## Úticélok
2019. március előtt a WOW air összesen hat szezonális célállomást üzemeltetett Európában, az Egyesült Államokban, Kanadában és a Közel-Keleten, a Keflavíki Nemzetközi Repülőtéren, mint bázisrepülőtér.

## Flotta

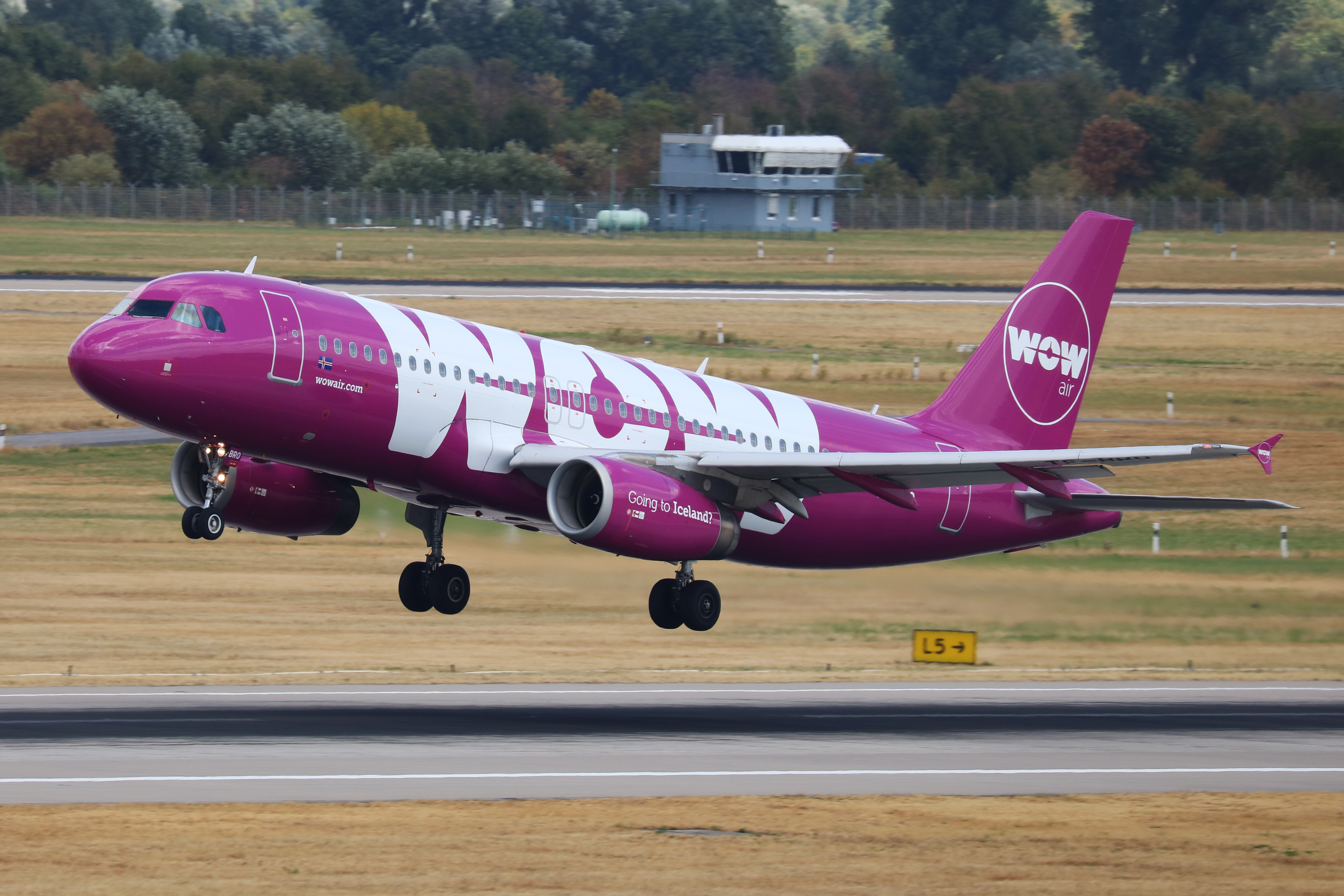
WOW air Airbus A320-200

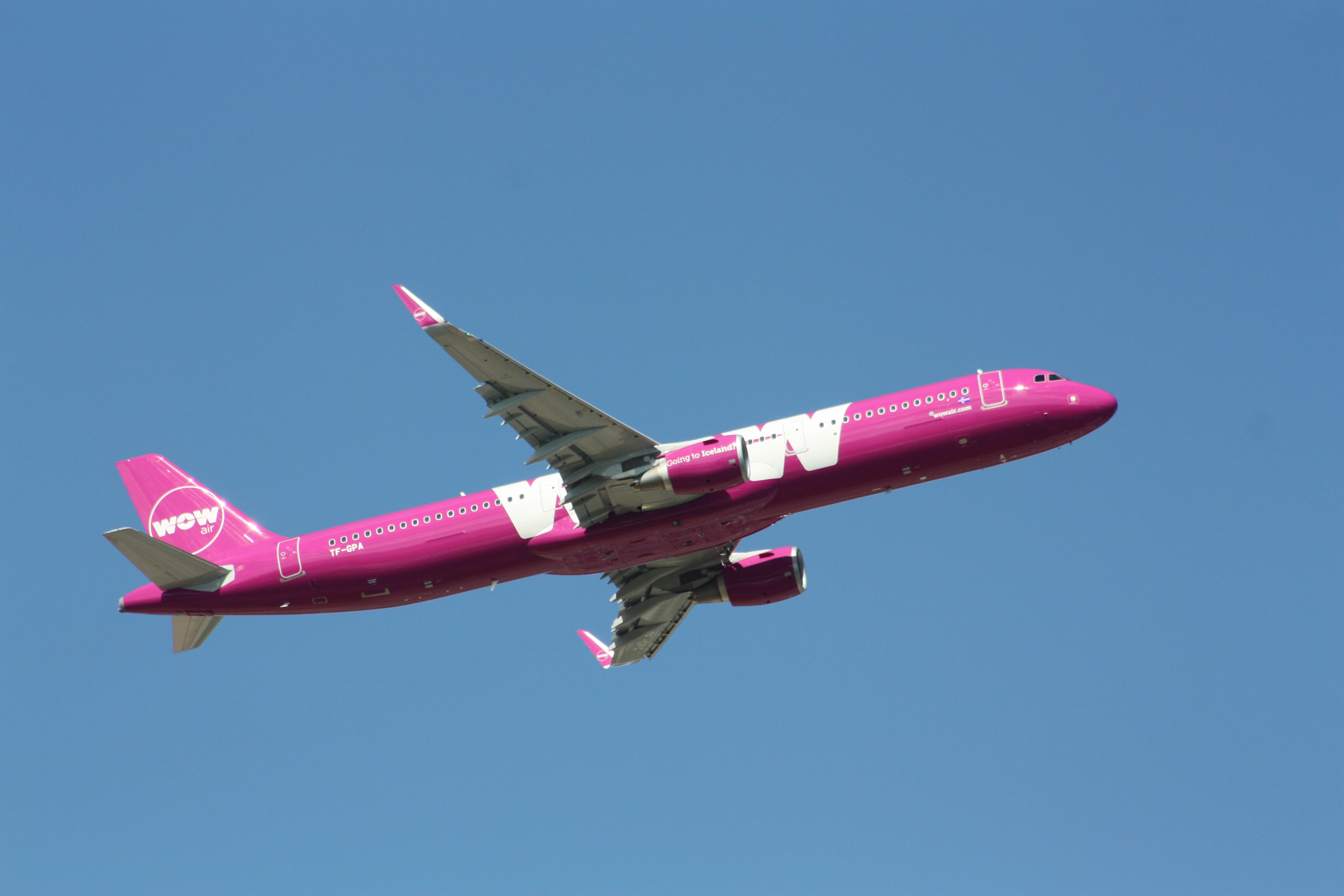
WOW air Airbus A321

A csőd és a műveletek 2019. március 28-án történő beszüntetésekor a WOW air "all-airbus" flottával rendelkezett, amely a következő repülőgépekből állt:
| Repülőgép       | Darabszám | Rendelés | Megjegyzés                                  |
| --------------- | --------- | -------- | ------------------------------------------- |
| Airbus A321-200 | 8         | 0        | 1-et bérbe adtak az Aruba Airlines számára. |
| Airbus A321neo  | 2         | 0        |                                             |

### Korábbi repülőgépek
- Airbus A320-200
- Airbus A320neo
- Airbus A330-300

## Fordítás
Ez a szócikk részben vagy egészben  a   WOW air című angol Wikipédia-szócikk ezen változatának fordításán alapul.  Az eredeti cikk szerkesztőit annak laptörténete sorolja fel. Ez a jelzés csupán a megfogalmazás eredetét és a szerzői jogokat jelzi, nem szolgál a cikkben szereplő információk forrásmegjelöléseként.

## Kapcsolódó szócikk
- Légitársaságok listája